# BETアワード
BETアワード（BET Awards、ビーイーティー・アワーズ）は、毎年6月に開催される、音楽、演劇、スポーツなどを含む、あらゆるエンタテインメント業界で活躍しているアフリカ系アメリカ人や他のマイノリティの人々に対して贈られるアメリカの文化賞。

## 歴史
2001年に、ブラック・エンターテインメント・テレビジョン（BET）によって創設された。毎年、授賞式の模様をBETが生放送で放映している。第1回の授賞式では、女優/コメディアンのモニークが司会を務めた。また2005年には、男優/ラッパーのウィル・スミスが、妻である女優ジェイダ・ピンケット＝スミスと共に司会を務めた。
2006年の授賞式は、6月28日にカリフォルニア州 ロサンゼルスにあるシュライン・オーディトリアムにおいて、デイモン・ウェイアンズの司会の下で行われた。2006年の授賞式は、BET史上最高視聴率を収めた。授賞式では、メアリー・J・ブライジ、キーシャ・コール、クリス・ブラウン、ジェイZ、メアリー・メアリー、T.I、などの面々がパフォーマンスを披露した。バスタ・ライムスも、自らのシングル曲「アイ・ラブ・マイ・ビッチ」と「タッチ・イット」を披露し、ケリス、ウィル・アイ・アム（ブラック・アイド・ピーズ）、メアリー・J・ブライジ、ラー・ディガ、ミッシー・エリオット、パプース、エミネムといった豪華な顔ぶれとの競演を果たした。
2007年の授賞式では、例年に増して、ネリー・ファータド、ジャスティン・ティンバーレイク、エミネム、ロビン・シックなどの「非」アフリカ系アメリカ人のアーティストたちが姿を見せることになった。

## 審査方法
BETアワードのノミネートプロセスは、音楽業界、メディア、ブロガーなど約500人で構成される投票アカデミーが担当している。BETは投票用紙を電子送付し、投票者はノミネートされるべきだと思う作品やアーティストを全カテゴリーに投票する。ノミネートと投票用紙は、他の多くのアワードを手がけている大手デジタル配信会社であるYangaroo, Inc.によって集計される。各部門で上位ノミネート者が決定され、アカデミー会員の投票を経て受賞者が選出される。

## 部門

### 現在の部門
| 音楽 - アルバム・オブ・ザ・イヤー (Album of the Year) - ビデオ・オブ・ザ・イヤー (Video of the Year) - ビューワーズ・チョイス・アワード (Coca-Cola Viewer's Choice Award) - ベスト・コラボレーション (Best Collaboration) - ベスト・フィメール・ヒップホップ・アーティスト (Best Female Hip-Hop Artist) - ベスト・メール・ヒップホップ・アーティスト (Best Male Hip-Hop Artist) - ベスト・フィメール・R&B・アーティスト (Best Female R&B Artist) - ベスト・メール・R&B・アーティスト (Best Male R&B Artist) - アーティスト・オブ・ザ・イヤー (Artist of the Year) - ベスト・ニュー・アーティスト (Best New Artist) - ベスト・ゴスペル・インスピレーショナル・アワード (Dr. Bobby Jones Best Gospel/Inspirational Award) | 映画 - ベスト・ムービー (Best Movie) - ベスト・アクトレス (Best Actress) - ベスト・アクター (Best Actor) アスリート - スポーツウーマン・オブ・ザ・イヤー (Sportswoman of the Year) - スポーツマン・オブ・ザ・イヤー (Sportsman of the Year) その他 - ビデオ・ディレクター・オブ・ザ・イヤー (Video Director of the Year) - ベスト・インターナショナル・アクト (Best International Act) - ヤングスターズ・アワード (YoungStars Award) - ハー・アワード (Her Award) - ベスト・ニュー・インターナショナル・アクト (Best New International Act) |

### 特別部門
功労賞 (Lifetime Achievement)
| - 2001年: ホイットニー・ヒューストン - 2002年: アース・ウィンド・アンド・ファイアー - 2003年: ジェームス・ブラウン - 2004年: アイズレー・ブラザーズ - 2005年: グラディス・ナイト - 2006年: チャカ・カーン - 2007年: ダイアナ・ロス - 2008年: アル・グリーン - 2009年: オージェイズ - 2010年: プリンス - 2011年: パティ・ラベル - 2012年: メイズ・フィーチャリング・フランキー・ビヴァリー | - 2013年: チャーリー・ウィルソン - 2014年: ライオネル・リッチー - 2015年: スモーキー・ロビンソン - 2016年: サミュエル・L・ジャクソン - 2017年: ニュー・エディション - 2018年: アニタ・ベイカー - 2019年: メアリー・J. ブライジ - 2021年: クィーン・ラティファ - 2022年: ショーン・コムズ - 2023年: バスタ・ライムス - 2024年: アッシャー |

人道支援賞 (Humanitarian)
| - 2002年: モハメド・アリ - 2003年: マジック・ジョンソン - 2004年: ダニー・グローヴァー - 2005年: デンゼル・ワシントン、ポウレッタ・ワシントン - 2006年: ハリー・ベラフォンテ - 2007年: ドン・チードル - 2008年: クインシー・ジョーンズ - 2009年: アリシア・キーズ、ワイクリフ・ジョン - 2010年: ジョン・レジェンド - 2011年: スティーヴ・ハーヴェイ - 2012年: アル・シャープトン | - 2013年: ドウェイン・ウェイド - 2014年: マーリー・エヴァース＝ウィリアムズ - 2015年: トム・ジョイナー - 2016年: ジェシー・ウィリアムズ - 2017年: チャンス・ザ・ラッパー - 2018年: ナオミ・ワドラー、マモウドゥ・ガッサマ、ジャスティン・ブラックマン、ショーン・キング、アンソニー・ボルヘス、ジェームズ・ショウ・ジュニア - 2019年: ニプシー・ハッスル - 2020年: ビヨンセ |